# Берестки (Харьковская область)
Берестки (укр. Берестки) — село, 
Михайловский сельский совет,
Первомайский район,
Харьковская область.
Код КОАТУУ — 6324585502. Население по переписи 2001 года составляет 22 (10/12 м/ж) человека.

## Географическое положение
Село Берестки находится на левом берегу реки Кисель,
выше по течению на расстоянии в 1 км расположено село Сумцы,
ниже по течению на расстоянии в 1 км расположено село Михайловка.

## История
- 1770 — дата основания.